# Busbahnhof Mariano Moreno
Der Busbahnhof Mariano Moreno (Terminal de Ómnibus Mariano Moreno) ist ein Busbahnhof in Rosario, Argentinien.

## Verkehr & Lage
Der Busbahnhof befindet sich in der Mitte der westlichen Region der Stadt, etwa drei Kilometer von der Innenstadt Rosarios entfernt. Als Dienstleistungen für Reisenden werden Bars, Fast Food Restaurants, Kaffeehaus, Bahnhofsbuchhandlung und andere Geschäfte angeboten. Zudem sind Parkplätze, Kurierdienste und öffentliche WCs vorhanden. Zudem gibt es 50 Fahrkartenschalter, einen Food Court von 2.300 m² und mehrere Warteräume.
Der in der Provinz Santa Fe gelegene Busbahnhof wird jährlich von etwa 340.000 Bussen (ca. 930 je Tag) angefahren. Dabei werden durchschnittlich 13,5 Mio. Passagiere befördert (13.351.584 im Jahr 2012), was 37.000 je Tag entspricht. Die Busse fahren täglich in die wichtigsten Städte Argentiniens und angrenzender Länder.

## Geschichte

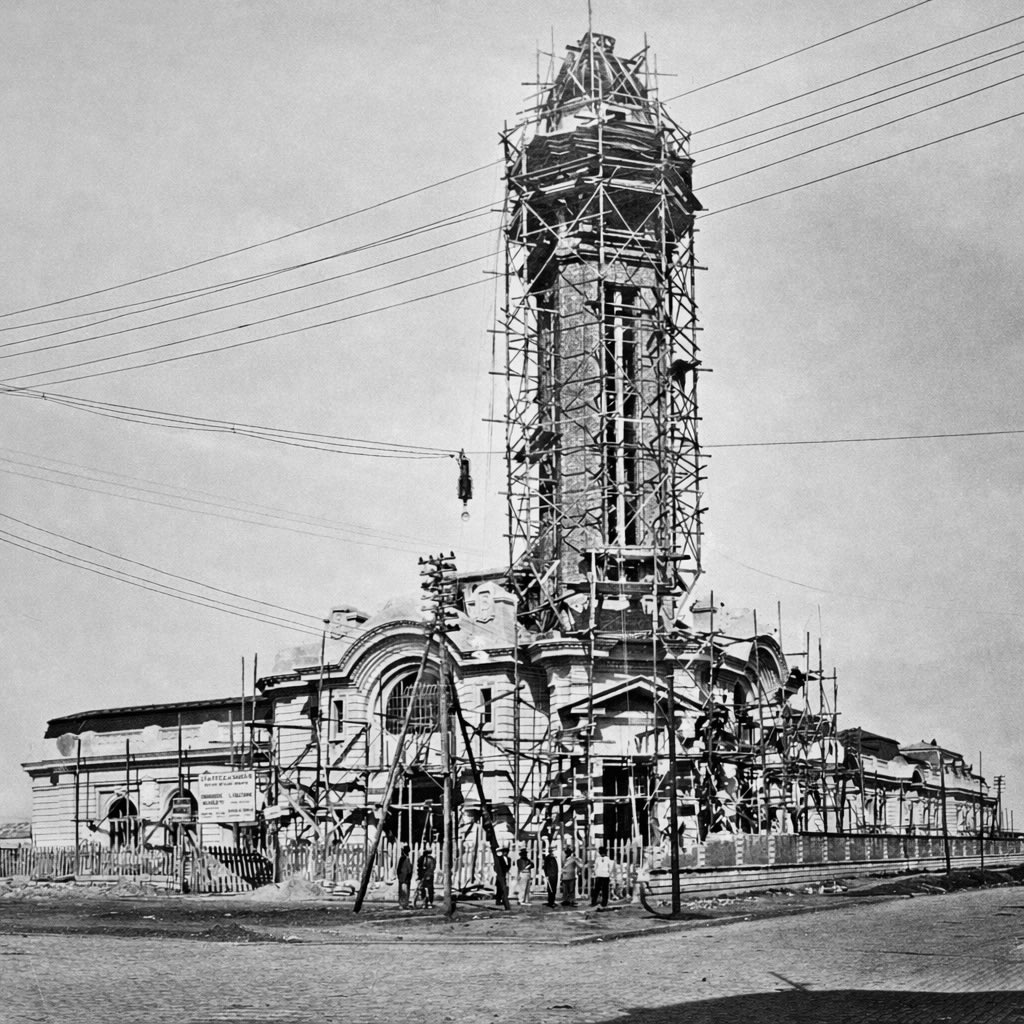
Das ursprüngliche Bahnhofsgebäude während des Baus, 1928

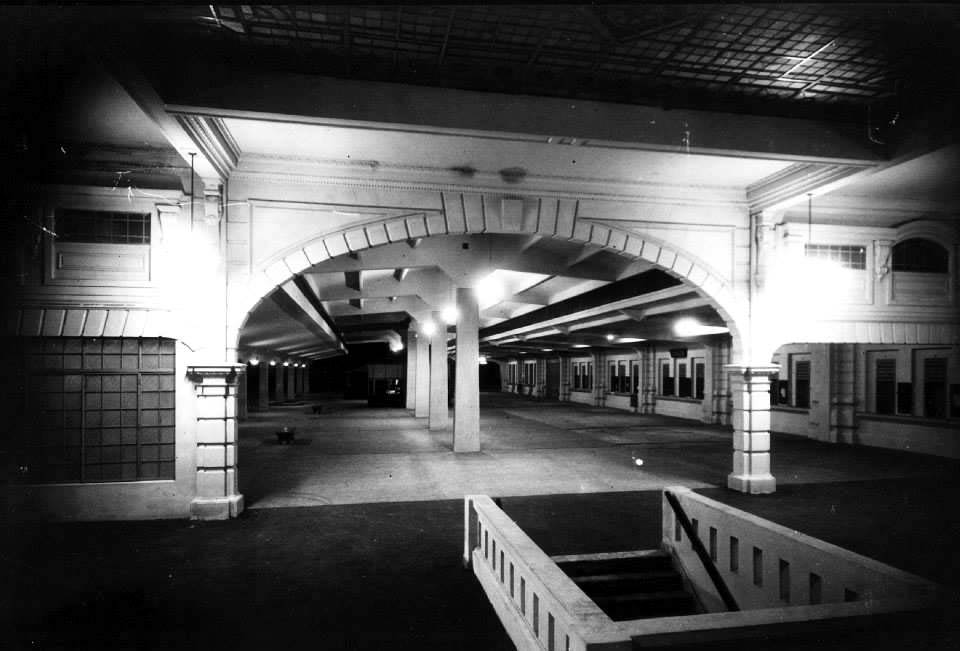
Eingang zum Innenraum mit Kassenbüros im Hintergrund wenige Monate nach der Eröffnung, 1950

Das Gebäude wurde von Architekten Enrique Chanourdie und Herrn Micheletti geplant und vom Bauunternehmen Falcone erbaut. Die Arbeiten begannen im Dezember 1927, mit der Absicht einen Bahnhof für die Ferrocarril Provincial de Santa Fe zu bauen. Der Bau wurde 1929 fertiggestellt.
Als das ganze argentinische Bahnnetz während Juan Peróns Präsidentschaft verstaatlicht, wurden einige Stationen in Rosario durch das staatliche Ferrocarril General Bartolomé Mitre und andere durch Ferrocarril General Manuel Belgrano (zwei Abteilungen der kürzlich geschaffenen Ferrocarriles Argentinos) betrieben. Einige Bahnhöfe wurden auch geschlossen, um Kosten zu reduzieren. Davon war auch der Bahnhof von Rosario der Ferrocarril Provincial de Santa Fe betroffen, der 1947 geschlossen wurde. Im Dezember 1950 wurde er als Busbahnhof wiedereröffnet und erhielt den Namen von Präsident Perón.
1955, während Revolución Libertadora, im Zuge derer die Regierung von Juan Perón stürzte, wurde sein Name von allen öffentlichen Einrichtungen und Gebäuden entfernt. Der Busbahnhof erhielt den Namen Estaciòn de Ómnibus Rosario. 1957 erfolgte eine weitere Umbenennung auf Mariano Moreno bus station – zu Ehren von Mariano Moreno, eines Helden Mai-Revolution.
Im Mai 2010 wurde der Busbahnhof umgebaut. Die Kosten dafür betrugen 20 Millionen Peso. Unter anderem wurden einige Läden abgerissen, ein neuer Straßenzugang erbaut, sowie zusätzliche Toiletten und Fahrkartenschaltern eingebaut. Der erste Bauabschnitt wurde im Oktober 2011 fertiggestellt, die zweite im Juli 2012. Bis 2013 waren die Kosten der Arbeiten auf 40 Millionen Peso gestiegen – etwa hälftig von der Stadt Rosario und den von ansässigen Händlern getragen. Die Einweihung des umgebauten Busbahnhofs erfolgte 2014.
Der neue Service-Bereich hat eine Größe von insgesamt 12.000 m².